# Grisy-les-Plâtres
Grisy-les-Plâtres is een gemeente Frankrijk. Het ligt in het parc naturel régional du Vexin français.

## Kaart
De onderstaande kaart toont de ligging van Grisy-les-Plâtres met de belangrijkste infrastructuur en aangrenzende gemeenten.

## Demografie
Onderstaande figuur toont het verloop van het inwonertal, bron: INSEE-tellingen .

## Websites
- (fr)  Statistische informatie op de website van INSEE

1. ↑  Populations de référence 2022.